# Polemograptis
Polemograptis là một chi bướm đêm thuộc phân họ Tortricinae của họ Tortricidae.

## Các loài
- Polemograptis chrysodesma Diakonoff, 1952
- Polemograptis miltocosma Meyrick, 1910
- Polemograptis rubristria Razowski, 1966